# Tawan Huntumlay
Tawan Huntumlay (thailändisch ตะวัน หันทำเล, * 16. August 1995), auch als To bekannt, ist ein thailändischer Fußballspieler.

## Karriere
Tawan Huntumlay spielte bis Ende 2016 in der B-Mannschaft des Erstligisten Bangkok United in Bangkok. 2017 wechselte er in die B-Mannschaft des Erstligisten Ratchaburi Mitr Phol nach Ratchaburi. Die Mannschaft spielte in der vierten Liga, der Thai League 4. Die Saison 2017 wurde er an den Udon Thani FC ausgeliehen. Mit dem Verein spielte in der dritten Liga, der Thai League 3, in der Upper-Region. Mit dem Club wurde er Vizemeister und stieg somit in die zweite Liga auf. Die Hinserie 2018 wechselte er ebenfalls auf Leihbasis zu Ubon UMT United. Mit dem Verein aus Ubon Ratchathani spielte er in der ersten Liga, der Thai League. Nach der Hinserie unterschrieb er einen Vertrag beim Drittligisten Ayutthaya United FC in Ayutthaya. Mit Ayutthaya wurde er auch hier Vizemeister und stieg in die zweite Liga auf. Nach dem Aufstieg verließ er Ayutthaya und schloss sich dem Zweitligisten Lampang FC aus Lampang an. Für Lampang bestritt er 2019 drei Zweitligaspiele. Von Januar 2020 bis Ende August 2020 war er vertrags- und vereinslos. Am 22. August 2020 nahm ihn der Thai League 3Drittligist Bangkok FC aus der Hauptstadt unter Vertrag. Mit Bangkok spielte er in der Bangkok Metropolitan der Liga. Nach zwei Spielzeiten wechselte er im August 2022 zum Ligarivalen STK Muangnont FC nach Ayutthaya. Für Muangnont bestritt er 22 Drittligaspiele. Der Bankhai United FC, ein Drittligist, der in der Eastern Region antritt, nahm ihn im Sommer 2023 unter Vertrag. Am Ende der Saison 2023/24 wurde er mit dem Verein Vizemeister der Region. In den Aufstiegsspielen zur zweiten Liga konnte man sich jedoch nicht durchsetzen.

## Erfolge
Udon Thani FC
- Thai League 3 – Upper Region

Vizemeister: 2017  ▲
Ayutthaya United FC
- Thai League 3 – Upper Region

Vizemeister: 2018  ▲